# 莉莉·威廉姆斯

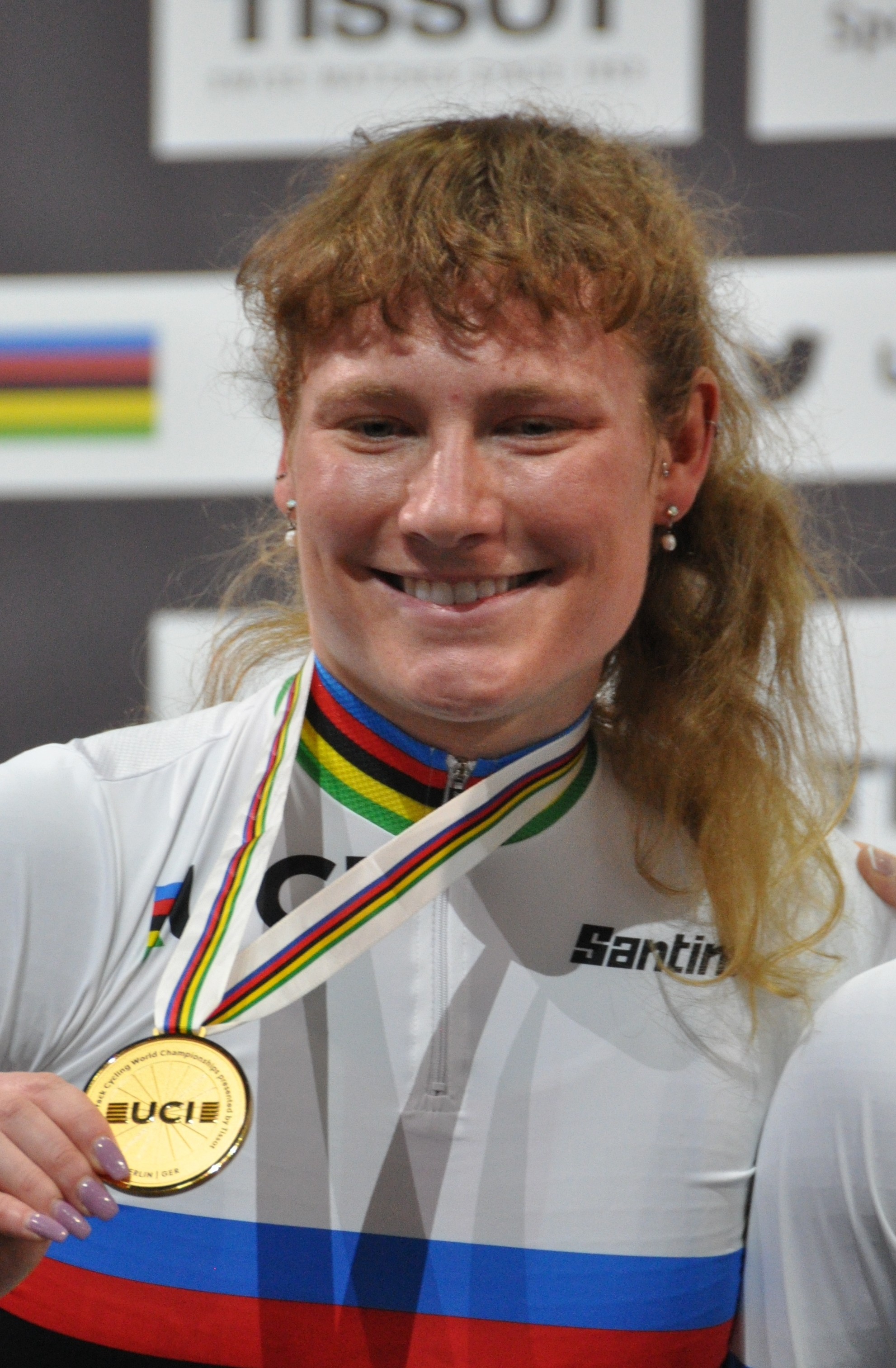
莉莉·威廉姆斯

莉莉·威廉姆斯（英語：Lily Williams，1994年6月24日—），美國單車運動員，目前为UCI女子洲际人力健康队效力。
威廉姆斯是奥运会速度滑冰运动员萨拉·多克特·威廉姆斯的女儿，她在佛罗里达州长大，曾代表范德堡大学参加越野跑比赛。从范德堡大学毕业后，她于2016年进入西北大学梅迪尔新闻学院学习，并对竞技自行车产生了兴趣。
2021年6月，她获得代表美国参加2020年夏季奥运会的资格。同年七月到八月，在该运动会上的女子團體追逐賽项目獲得銅牌。